# 徐鼐霖

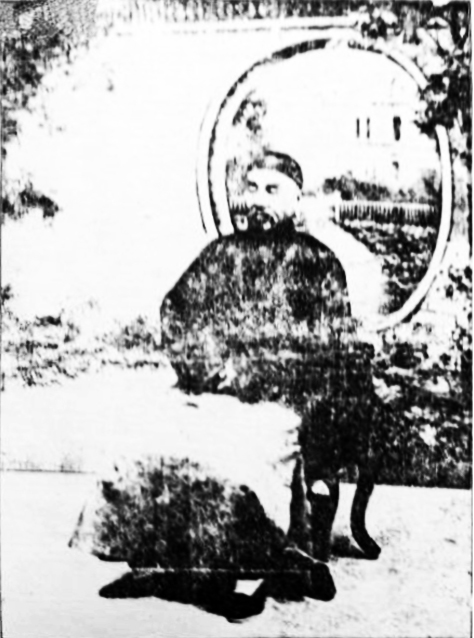

徐鼐霖（1865年11月11日—1940年）原名立堃，字敬宜，一字镜岑，号憩园，晚号退思。吉林省永吉州尚礼镇（今九台市二道沟乡）人，清朝及中华民国政治及军事人物。清朝末年“吉林三杰”之一（另两位是宋小濂、成多禄）。

## 生平
徐鼐霖生于清朝同治四年九月二十二日（1865年11月11日）。17岁时，他中秀才，在吉林崇文书院随咸丰举人顾肇熙读书，和成多禄、宋小濂交好。他是清朝附贡生。1898年，他入盛京将军依克唐阿幕府，负责文书及交涉事宜。1904年，他入齐齐哈尔副都统程德全（1905年程德全署黑龙江将军）幕府。他曾历任黑龙江大赉厅通判，海伦直隶厅同知，兴东兵备道二品衔。他还历充奉天交涉局文案，哈尔滨铁路交涉局提调、行会办事，育字全军营务处帮办，奉天全军翼长、营务处总办，黑龙江将军府文案处会办，垦务局总理公署一等秘书官，谘议厅议员礼科兼学科参事，兵备处总办，筹防处参议。

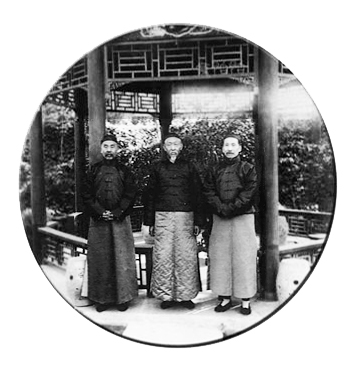
1924年，徐鼐霖（左）、宋小濂（中）、成多禄（右）于北京宋氏“止园”内留影。

他和宋小濂、成多禄等人试图收回俄国侵占的中东铁路沿线权益。1905年，他秘密到满洲里考察东省铁路各站，此后在他的建议下，程德全上《论速宜于各大站设官殖民抵制强邻疏》给外务部。程德全在黑龙江省实行新政，他全力支持。1909年农历八月，他任黑龙江兴东兵备道道员，任职三年后去职。任内他大力发展交通及金矿，改革税收体制。1911年，他因筹边有功赏加二品衔，特授黑龙江民政使司民政使。
中华民国成立后，他历任黑龙江民政使，黑龙江都督府参谋长，代理黑龙江都督、民政长，并历充军政处处长，军官养成所监督，黑龙军第一、二两路统领官。他为国务院两次存记，政事堂存记，获授四等嘉禾章。1918年，他任大总统顾问。1919年，他任吉林省省长，后于1920年9月被免职。
此后他退出政界，寓居北京，和宋小濂、成多禄经常一起饮酒赋诗。他还曾参加徐世昌的晚晴簃、成多禄的漫社等诗社，并参加编选了《晚晴簃诗选》。1927年，他任永吉县志总裁办事处总裁，负责编纂《永吉县志》。
九一八事变后，以至抗日战争爆发后，徐鼐霖一直未担任任何政府职务，不投靠日本人。
1940年，徐鼐霖逝世，享年75岁。

## 著作
- 籌邊芻言——经营蒙藏以保存中国
- 蒙古世系譜
- 中西兵略手钞[8]
- 憩园老人集
- 憩园诗草
- 憩园存稿

其著作编入《徐鼐霖集》中